# Patrick Smage
Patrick Smage  (Elkhorn (Wisconsin), 28 juli 1990) is een Amerikaans trialrijder. Smage is negenvoudig nationaal (NATC) kampioen van de VS en regerend kampioen. Patrick doet samen met zijn broer Phil Smage de Smage Brothers Riding Shows. Zij deden mee aan seizoen 6 van America's Got Talent in 2011 en bereikten de top-10 in de finales.

## Biografie
Smage won het NATC Pro Championship voor het eerst in 2007 en domineert vrijwel elk jaar sindsdien. In 2010 moest hij genoegen nemen met een 2de plaats achter Cody Webb maar hij heroverde de titel in 2011. Ook in 2016 eindigde hij voor de nationale titel als 2de, ditmaal achter de Spanjaard Marc Freixa. In 2017 heroverde hij opnieuw de Amerikaanse titel.
Smage's enige deelname aan het FIM Wereldkampioenschap tot nu toe stamt uit 2013 toen hij in de Australische wedstrijden zich in de punten reed. De negen punten waren goed voor een 19de plaats.

## Palmares
- NATC Pro Trials Champion 2007, 2008, 2009, 2011, 2012, 2013, 2014, 2015, 2017.

## Verder lezen
- NATC Trials Championship
- FIM Wereldkampioenschap trial